# Sanicula tracyi
Sanicula tracyi är en flockblommig växtart som beskrevs av R.H.Shan och Lincoln Constance. Sanicula tracyi ingår i släktet sårläkor, och familjen flockblommiga växter. Inga underarter finns listade i Catalogue of Life.

## Bildgalleri

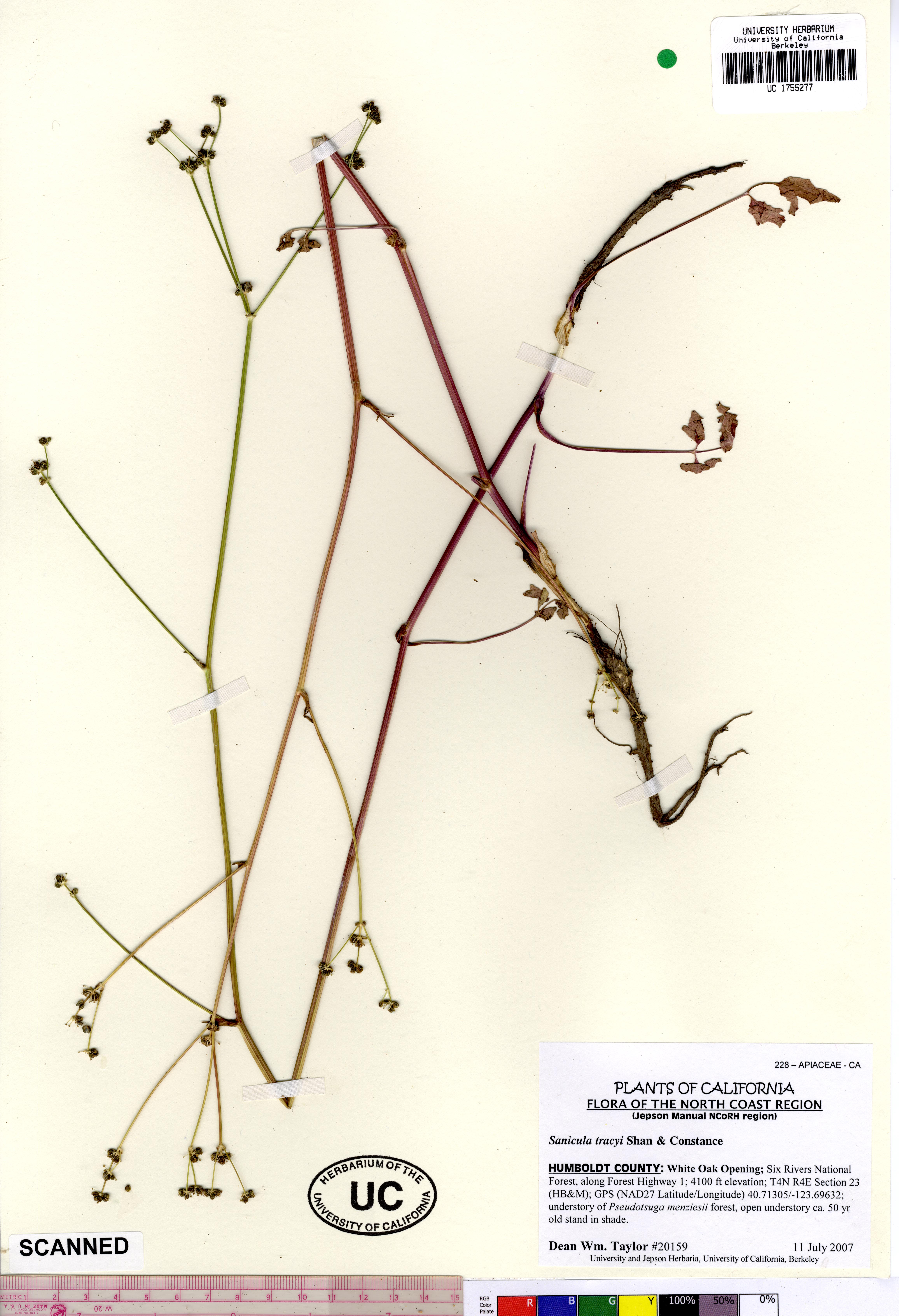